# BioShock
BioShock je počítačová střílečka z pohledu první osoby s RPG prvky. Byla vyvinutá společností 2K Boston (později Irrational Games) a 2K Australia a vydaná společností 2K Games. Hra byla vydána pro platformy MS Windows a Xbox 360 v srpnu 2007; verze pro PlayStation 3 od Irrational, 2K Marin, 2K Australia a Digital Extremes byla vydána v říjnu 2008 a verze pro OS X od Feral Interactive v říjnu 2009. Mobilní verze byla vyvinuta společností IG Fun. Koncept hry vymyslelo kreativní vedení firmy Irrational Games, Ken Levine a byl založen na ideách objektivismu, propagovaného Ayn Randovou. Hra je považována za duchovního nástupce série System Shock, na které pracovalo mnoho členů Irrational, včetně K. Levina.
Hra je velice pozitivně hodnocena pro nestandardní přístup a pro art-deco prostředí podmořského města, jež hráč prozkoumává, a které dává celé hře nadstandardní tísnivou atmosféru.

## Synopse

### Zasazení
BioShock se odehrává v roce 1960 v podvodním městě Rapture. Většina historie města je odhalována pomocí audionahrávek, které hráč nalézá v průběhu hry. Rapture bylo navrženo a vystavěno ve 40. letech 20. století objektivistickým obchodním magnátem Andrewem Ryanem, který zamýšlel vytvořit vzkvétající utopii pro společenskou elitu uchráněnou před mocí vlády. Vědecký pokrok zde prudce vrostl, hlavně při odhalení genetického materiálu „ADAM“, který vytvářel mořský slimák na dně oceánu. ADAM umožňoval jeho uživateli měnit DNA a dodával mu nadlidské schopnosti jako telekinezi a pyrokinezi. Aby Ryan Rapture ochránil, vytvořil zákon, že nikdo nenaváže kontakt s povrchem.
Navzdory krásné utopii se začaly tvořit rozdíly mezi vrstvami společnosti. Frank Fontaine, bývalý gangster a obchodník, využil svého vlivu na nižších vrstvách a naplánoval puč Rapture. Fontaine získával příjmy z vytvořeného černého trhu se světem na povrchu. Společně s Dr. Brigid Tenenbaumovou vytvořil levný průmysl s plazmidy masovou produkcí ADAMu skrze implantáty slimáků v žaludcích osiřelých děvčátek zvaných „Little Sisters“ (sestřičky). Fontaine tak využil svou plazmidy vylepšenou armádu k útoku na Ryana, ovšem podle zpráv byl v boji zabit. Ryan využil příležitosti k rozšíření svých aktiv včetně plazmidového průmyslu. V následujících měsících se objevila druhá postava jménem Atlas, který se stal mluvčím za nižší třídy a vyvolával bouři. Atlas vedl útok na továrny chovající sestřičky. Ryanovou odpovědí bylo vytvoření takzvaných „Big Daddy“ (taťků), plazmidy vylepšených lidí umístěných do masivních potápěčských obleků. Jejich mysl byla upravena tak, aby ochránili sestřičku za každou cenu. To měl za úkol vytvořit Dr. Yi Suchong. Ryan také vytvořil vlastní armádu plazmidy vylepšených vojáků, které nazval spliceři a řídil je pomocí feromonů roznášených ventilačními systémy města Rapture.
Napětí vyvrcholilo na předvečer Nového roku 1958, když Atlas nařídil kompletní útok na Ryana. Bitva zanechala mnoho mrtvých. Těch pár, kterých přežilo, se zabarikádovalo do ústraní. Co bylo původně nádhernou utopií se zvrhlo v rozpadající se dystopii. Některé výše zmíněné události jsou blíže zmíněné a rozšířeny o vysvětlení v herních rozšíření BioShock Infinite: Burial at Sea – Episode 1 a BioShock Infinite: Burial at Sea – Episode 2. Tyto dvě epizody jsou v svým příběhem opět zasazené do Rapture a slouží jako prequel odehrávající se v pozdních měsících roku 1958. Odhalují události útoku Atlase na Ryanovu armádu.

### Příběh
Hra začíná pádem letadla do Atlantského oceánu, na kterém je i hráčova postava Jack coby pasažér. Jack jako jediný přeživší doplave k nedalekému majáku, ve kterém je umístěn terminál s batysférou (podmořským modulem), který ho zaveze do podmořského města Rapture.
Jack je zde kontaktován Atlasem přes rádio, ten ho navádí do bezpečí před splicery a nástrahami rozpadajícího se města. Atlas poprosí Jacka o pomoc, aby zastavil Ryana, a směruje ho k ukotvené batysféře, kde prý Ryan Atlasovi uvěznil rodinu. Na své cestě, když Jack narazí na potulující se sestřičku a jejího mrtvého taťku, Atlas začne přemlouvat Jacka, aby sestřičku zabil a vysál z ní ADAM. Tento rozhovor ovšem zaslechne Dr. Tenenbaumová a začne Jacka odrazovat od tohoto činu. Radí mu, ať dítě raději ušetří včetně všech ostatních sestřiček, na které narazí. Hráč tak nezíská ze sestřičky maximum ADAMu, ovšem pouze část, která způsobí odstranění mořského slimáka z jejího těla pomocí schopnosti plazmidu, čímž ji zbaví prokletí. Je tak na hráči, jak se bude rozhodovat v průběhu hry. Jack se dostane k batysféře, ale než cokoli zmůže, Ryan ji nechá zničit. Rozzuřený Atlas začne navádět Jacka do sídla Ryana. Jackovi tak nezbývá nic, než probojovat se oblastmi kontrolovanými Ryanovou armádou splicerů a taťků. Na své cestě mimo jiné potká šílené Ryanovy spojence, jako je například Sander Cohen, bývalý hudebník, který se nyní vyžívá ve smrti a utrpení ostatních.
Nakonec se Jack dostane do kanceláře Ryana, který zde v klidu hraje golf. Vysvětlí Jackovi fakt, že celou dobu věděl o Atlasově plánu, a také poví Jackovi, že je nemanželským dítětem, a že ho odebral Fontaine jeho matce a umístil ho mimo dosah na povrch s genetickou úpravou rychlejšího stárnutí. Fontaine plánoval zneužít Jacka coby triumf ve válce s Ryanem v moment, kdy bude příhodná chvíle. Jackova genetika totiž umožňovala přístup do systémů (jako je batysféra) navzdory tomu, že je Ryan už dávno nechal uzamknout. Ryan se zde smíří se smrtí, protože nemá kam utéct a začne citovat svá moudra: „Muž rozhoduje. Otrok poslouchá.“ Poprosí Jacka slovy „byl bys tak laskav“ (v originále „would you kindly“) aby ho zabil golfovou holí, a Jack tak učiní. Jack si najednou se smrtí Ryana uvědomí, že frázi „byl bys tak laskav“ pronášel Atlas v mnoha žádostech na něj. Fráze způsobovala u Jacka hypnotický spouštěč, který bez otázek vykonal daný požadavek. V záblesku vzpomínek si Jack také uvědomí, že způsobil pád letadla po tom, co si tam přečetl dopis s touto frází. Atlas se v tento moment představí jako Frank Fontaine, a že přezdívku Atlas využíval jako krytí, když formoval nižší třídy ke vzpouře. Protože Ryan už není u moci, Fontaine přebere kontrolu nad Ryanovým systémem a pošle na Jacka bezpečnostní drony vypuštěné do kanceláře.
Jack je ovšem na poslední chvíli zachráněn osvobozenými sestřičkami vyslanými Dr. Tenenbaumovou. Dr. Tenenbaumová následně pomáhá Jackovi zbavit se tělesných odezev od Fontaina včetně té, která by Jackovi zastavila srdce. S pomocí sestřiček se Jack konečně dostane do útočiště Fontaina a je připraven se s ním utkat. Fontaine je ovšem extrémně nadopovaný velkou dávkou ADAMu, která z něj udělala nelidské monstrum. Jack tento ADAM odsává při souboji z Fontaineho těla i s pomocí sestřiček. Fontaine nakonec zemře.
Konec hry se odvíjí na rozhodnutí hráče, zda sestřičky v průběhu příběhu vysál nebo zachránil:
- Pokud se hráč rozhodil zachránit všechny sestřičky (případně vysál pouze jednu), Jack se vyplaví společně s nimi na povrch a Tenenbaumová radostně vypráví, jak se o ně staral v jejich životě a jak obklopovaly Jacka i při jeho posledních momentech života.
- Pokud se hráč rozhodil vysát více než jednu sestřičku, Jack je posedlý jejich ADAMem a zabíjí je. Tenenbaumová smutně vypráví a odsuzuje činy Jacka. Ponorka, která se vypravila k troskám ztroskotaného letadla, je najednou obklopena batysférami, z kterých se začnou řinout spliceři a zaútočí na posádku prohledávající trosky letadla na hladině. Nad ponorkou získají kontrolu a je ukázáno, že obsahuje nukleární hlavice. Tenenbaumová tvrdí, že Jack nyní „ukradl hrůzná tajemství světa“. Čím více sestřiček hráč ve hře vysál, tím je vyprávění Tenenbaumové v tomto konci hrubší a zuřivější.

## ADAM
Jedná se o látku, kterou produkuje zvláštní druh mořského slimáka (v originále Sea slug či ADAM slug). Tato látka oživuje zničené buňky a nahrazuje je jejich nestabilními kmenovými verzemi. Zdálo by se, že lidstvo našlo odpověď na nesmrtelnost, ale po dlouhodobém používání se ADAM začíná chovat jako zhoubná rakovina a uživatel je postižen nezvratnými fyzickými a psychickými změnami. Takovýto člověk se stává závislým na přísunu ADAM do organismu. Tito lidé se v Rapture nazývají Splicer a jsou jedni z hlavních nepřátel ve hře. Za objevitele ADAM je považována doktorka Brigid Tenenbaumová, která si jednou v Neptunově přístavu všimla dělníka, který míval nepohyblivou ruku jako důsledek z války, ale nyní byl plně zdráv. Dělník se doktorce svěřil, že ho při práci kousl nějaký slimák. Doktorka se ho zeptala, jestli ho má u sebe a zda by jí ho nedal. A tak započal vývoj ADAMu.

## Plasmidy a genová tonika
Jedná se o průmyslově upravený ADAM tak, aby přepisoval genetický kód člověka a propůjčoval mu nebývalé schopnosti. Výroby a vývoje plasmidu a genetických tonik se ujala firma Fontaine Futuristics. Plasmidy pro svou funkci potřebují látku tzv. EVE, která je rovněž produktem vytvořeným z ADAMu. Jedná se o látku zářivě modré barvy, která je plněna do EVE injekcí Eve hypo se symbolem modrého jablka. Naopak genová tonika pro svou funkci EVE nepotřebují, ve hře zastupují pasivní bonusy. Dělí se na technická, fyzická a bojová. Distribuce plasmidů a tonik ve městě je zprostředkována formou automatů nazývaných "Sběračovy zahrady" (v originále Gatherer garden). Zde si za svůj ADAM může hráč koupit plasmidy a tonika, ale také navýšit množství zdraví nebo EVE. Také si zde rozšiřuje sloty (aktivní místa) pro své plasmidy a tonika.

### Seznam plasmidů
| Název                | Popis | Cena v Adamu   |
| -------------------- | --- | -------------- |
| Incinerate           | slouží k podpalování nepřátel. Také zapaluje hořlavé objekty | Získán zadarmo |
| Electro bolt         | Dokáže vyřadit z provozu elektronické nepřátele. Živé nepřátele vzniklý elektrický výboj dočasně paralyzuje.Pokud je plazmid seslán do vody, nepřátelé v ní stojící okamžitě umírají. | Získán zadarmo |
| Winter blast         | Zmrazí nepřátele, ti se po dobu účinku nemohou hýbat. Pokud je nepřítel zabit stále zmražený, rozpadne se na kousky. Hráč však přijde o možnost vzít si jeho věci                     | 60             |
| Insect swarm         | Z hráčovy ruky se vyrojí roj hmyzu (nejspíš včely). Ty utočí na nepřátele, kteří poté zapomínají útočit. Je účinný proti tzv. Houdiniho splicerům                                     | 60             |
| Sonic Boom           | Odmršťuje nepřátele a předměty z blízkosti hráče. Je přístupný ve verzi 1.1 a DLC | 1              |
| Cyclone Trap         | Hráč umístí na zem vířivou past, ta vymrští nepřátele do výšky a pád jim působí zranění                                                                                               | 60             |
| Target Dummy         | Hráč vyvolá svůj obraz, na který omylem útočí nepřátelé. Dává možnost utéci z riskantních soubojů či situací                                                                          | 60             |
| Telekinesis          | Hráč pohybuje předměty pomocí své mysli | Získán zadarmo |
| Hypnotize Big Daddy  | Hráč zhypnotizuje velkého taťku a ten ho chrání po dobu trvání efektu | Získán zadarmo |
| Enrage               | Po dobu účinku nepřítel útočí i na své spojence | 60             |
| Security Bullseye    | Hráč označí nepřítele a ten se stane cílem bezpečnostního systému | Získán zadarmo |
| Rescue Little Sister | Dává hráči možnost zachránit malou sestřičku | Získán zadarmo |

Do hry byly také plánovány další plasmidy jako např. Teleportační plasmid, plasmid na vysávaní života z nepřátel a jiné... Ty však byly z konečné verze hry vyškrtnuty.

## Postavy

### Atlas
Atlas je revolucionářský vůdce a první kontakt Jacka po pádu letadla, komunikuje s ním přes rádio. Bojoval proti Andrewovi Ryenovi, jeho pravé jméno je Frank Fontaine.

### Dr. Tenenbaumová
Jako první si všimla účinků ADAMu, který produkoval mořský slimák.

### Jack
Hráčova postava, na začátku hry se zřítí s letadlem a batysférou se dostane do podmořského města Rapture.

### Andrew Ryan
Je zakladatel města Rapture. Ryan byl znechucen poměry ve společnosti po druhé světové válce. Jeho ideologie popírá Altruismus a obviňuje jej ze všech tragédií lidstva. Nepřátele své ideologie nazývá parazity. Ryan ze zisku ze svých firem financoval celý projekt výstavby svého města. Proč si ale Ryan vybral zrovna mořské dno? Podle svého tvrzení nebylo složité postavit Rapture na dně oceánu, ale bylo nemožné jej postavit kdekoliv jinde. Ve městě je vlastníkem firmy Ryan Industry.

### Spliceři
ADAMem zmutovaní obyvatelé města Rapture. ADAM na těchto dříve lidských stvoření zanechal jak vzhledové deformace (vzorem pro ně byly fotografie obličejových poranění vojáků z první světové války), ale také mentální a psychické poškození. Spliceři jsou ve hře děleni podle typu a podle modelu.

#### Brutální spliceři
ADAM natolik poznamenal jejich psychiku, že již nejsou schopni používat zbraně. Místo nich tedy používají trubky, baterky, mačety a klíče.

#### Olovění spliceři
Spliceři, kteří jsou schopni ještě používat střelné zbraně (pistole a samopaly).

#### Nitro spliceři
Tito spliceři s sebou nosí bednu s výbušninami, nebo molotovovými koktejly. Pokud se k nim hráč příliš přiblíží, použijí dýmovnici a utečou.

#### Houdiniho spliceři
Spliceři se schopností teleportace, poprvé se s nimi hráč potká v Arkadii, kde tvoří náboženskou sektu takzvaných Saturninů.

#### Pavoučí spliceři
Tento typ splicerů je první, který hráč spatří. Jsou vysoce pohybliví a jsou obdařeni akrobatickými schopnostmi a jako jejich hmyzí vzory dovedou lézt po stropech.Také na dálku vrhají háky, kterými jsou vyzbrojeni.

## Zbraně
Hasák, revolver, samopal Thompson, brokovnice, vrhač projektilů, chemický vrhač, kuše. Každá ze zbraní (mimo hasák) má vždy tři typy munice.

## Pokračování

### BioShock 2
V roce 2010 vychází pokračování hry, které nese název BioShock 2 a staví hráče do role nejtajuplnější postavy prvního dílu, a to samotného Big Daddyho (Velký Taťka, postava oděná do zvláštního skafandru, která pomocí Malých Sestřiček získává z mrtvých ADAM). Ve hře se podíváte na Rapture z jiné perspektivy, kdy hráče čekají výlety na mořské dno a taktéž několik úchvatných pohledů na Rapture právě z mořského dna.

### BioShock: Infinite
Druhé pokračování BioShock Infinite vyšlo 26. 3. 2013. Pokračování hráče nezavede do podmořského města Rapture, ale do létajícího města Columbia.